# SNK vs. Capcom: Card Fighters Clash
SNK vs. Capcom: Card Fighters Clash è una serie di videogiochi creata da SNK. Incentrati sul gioco di carte collezionabili, nei titoli sono presenti personaggi delle serie picchiaduro Capcom e SNK.
Il primo videogioco della serie è stato pubblicato nel 1999 per Neo Geo Pocket Color in due versioni. Un seguito del titolo è stato distribuito per la stessa piattaforma esclusivamente in Giappone nel 2001.
Nel 2006 è stato prodotto un nuovo gioco della serie, SNK vs. Capcom: Card Fighters DS per Nintendo DS.